# Plato (Kolumbien)
Plato ist eine Gemeinde (municipio) im Departamento Magdalena in Kolumbien.

## Geographie
Plato liegt in Magdalena am Río Magdalena, 166 km von Santa Marta entfernt, auf einer Höhe von 20 m ü. NN. Die Gemeinde grenzt im Norden an Tenerife, Chibolo und Sabanas de San Ángel, im Süden an Santa Bárbara de Pinto und Santa Ana, im Osten an Nueva Granada und im Westen an den Río Magdalena und Zambrano und Córdoba im Departamento de Bolívar.

## Bevölkerung
Die Gemeinde Plato hat 65.641 Einwohner, von denen 49.905 im städtischen Teil (cabecera municipal) der Gemeinde leben (Stand: 2022).

## Geschichte
Auf dem Gebiet des heutigen Plato lebten vor der Ankunft der Spanier indigene Völker. Der heutige Ort wurde 1626 von Fray Nicomedes Fonseca gegründet.

## Wirtschaft
Der wichtigste Wirtschaftszweig von Plato ist die Rinderproduktion. Zudem spielt die Landwirtschaft eine wichtige Rolle.

## Persönlichkeiten
- Francisco Rada (1907–2003), Akkordeonspieler, Komponist und Sänger